# Faro Lufthavn
Faro Lufthavn (IATA: FAO, ICAO: LPFR), er en international lufthavn placeret 3 km vest for Faro på Algarvekysten i Portugal. Lufthavnen blev indviet i 1966, og i 2010 ekspederede den 5.342.707 passagerer og 39.629 flybevægelser, hvilket gør den til landets anden travleste efter Lissabon-Portela Lufthavn.
I månederne marts til oktober er der særligt travlt i lufthavnen på grund af den store trafik med turister til Algarve. 

## Historie
Siden åbningen i 1966 har lufthavnen fået 2 store udvidelser. I 1989 blev en ny lufthavnsterminal opført og i 2001 blev en gennemgribende udvidelse og renovering gennemført. I perioden 2009-2013 vil lufthavnen blive udvidet, så den kan gå fra 6 til 8 millioner passagerer om året, ligesom kapaciteten af landende fly kan stige fra 22 til 30 i timen. Desuden bliver terminalen udvidet på flere områder. 
I marts 2010 blev Faro Lufthavn for første gang fast hub for et flyselskab, da det irske lavprisflyselskab Ryanair meddelte at det ville udstationere seks Boeing 737-800 fly i lufthavnen. I sommerperioden har selskabet op til 30 ruter fra Faro.